# 유엔 수단 임무단

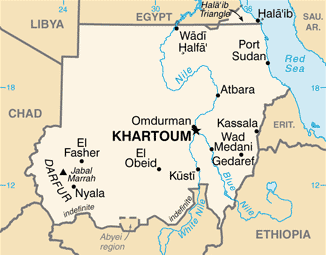

유엔 수단 임무단(영어: United Nations Mission in Sudan, UNMIS)은 북부 수단에 전개하고 있던 유엔 평화유지군(PKO)의 하나이다. 2011년 7월 남수단 공화국이 성립함에 따라 같은 해 9월로 해체되었다.